# Nordenskiöld-Land-Nationalpark
Der Nordenskiöld-Land-Nationalpark (norwegisch Nordenskiöld Land nasjonalpark) ist ein 1.362 km² großer Nationalpark auf der Halbinsel Nordenskiöld-Land der norwegischen Insel Spitzbergen. Zum Nationalpark gehören 1.207 km² Festland und 155 km² Meeresfläche. Der Park ist einer von sieben Nationalparks auf Spitzbergen. Er wurde 2003 gegründet.
Der Nationalpark umfasst alpines Gelände, die flache Nordenskjöld-Küste, Berzeliusdalen und Reindalen.
Reindalen ist das größte gletscherfreie Tal auf Spitzbergen. Durch sein Klima und die Bodenbeschaffenheit ist es besonders fruchtbar und hat große bewachsene Flächen. Entsprechend leben hier viele Rentiere, was dem Tal seinen Namen gab. Am unteren Ende des Tals befindet sich Stormyra, ein Flussdelta mit Feuchtgebieten und Hochmooren.
An den Hängen des Ingeborgfjell im Südwesten des Nationalparks gibt es große Brutkolonien von Alkenvögeln, Dreizehenmöwen und Eissturmvögeln.